# Neville Smith
Pour les articles homonymes, voir Smith.
Neville Smith (1939 à Shawville dans la province de Québec au Canada - ) est un designer graphique canadien. Célèbre surtout pour son travail d’affichiste, il est l’un des designers graphiques canadiens les plus connus notamment pour son travail sur le drapeau canadien. Pendant 40 ans, Neville a offert ses services dans le domaine des arts, du graphisme et des communications au Canada et à l’étranger.

## Biographie
Neville Smith nait à Shawville, une petite ville, dans l’ouest de l’Outaouais, en bordure de l’Ontario. Jeune, il déménage et étudie à Fisher Park High School à Ottawa et gradue en 1958. Sous l'impulsion de GéraId Trottier, un peintre l’ayant pris sous son aile, Neville poursuit ses études au Ontario College of Art & Design à Toronto. Il prend une pause dans son cheminement académique pour travailler comme animateur pour Crawley Films, une entreprise de films d’avant-garde canadienne fondée par F.R. Crawley.
En 1967, la Canadian Government Exhibition Commission recrute Neville ainsi que d’autres designers canadiens pour l’Exposition universelle de 1970 d’Osaka au Japon. Il retourne par la suite au Canada et fonde Some Studio Group en 1971 avec l’aide de Norman Takeuchi et Morris Danylewich qui opère surtout dans le domaine corporatif (logotypes, identités graphiques, publicité, etc.). En 1975, il crée Neville Smith Graphic Design sous laquelle il opère comme le designer principal.
Il se concentre ensuite à la création d’affiches pour des entreprises locales, dont la fameuse affiche du Black Cat Cafe, un bistro français à Ottawa utilisant encore aujourd’hui l’identité visuelle créée par Neville. De plus, il travaille sur de nombreux timbres de collection pour Postes Canada, dont celui pour la Légion royale canadienne en 2001, pour le 50e anniversaire du Gouverneur général du Canada en 2002 ainsi que pour le 150e anniversaire du musée de la civilisation canadienne en 2006.
Aujourd’hui, Neville Smith habite à Gatineau avec sa femme avec laquelle il a eu deux enfants. En 2001, on lui diagnostique la maladie de Parkinson qui le limite dans son travail de graphiste. Malgré tout, il continue à exercer son métier.

## Réalisations

Drapeau du Canada modifié par Neville Smith.

Cette section comprend une sélection des travaux graphiques les plus populaires et reconnus réalisés par Neville Smith.
- 1977 : scénario d'Apaches (film, 1977)